# Eristalis hirtus
Eristalis hirtus là một loài ruồi trong họ Ruồi giả ong (Syrphidae). Loài này được Loew mô tả khoa học đầu tiên năm 1866. Eristalis hirtus phân bố ở miền Tân bắc